# Samogłoska prawie przymknięta przednia scentralizowana niezaokrąglona
Samogłoska prawie przymknięta przednia scentralizowana niezaokrąglona jest to typ samogłoski spotykany w językach naturalnych. Symbol, który przedstawia ten dźwięk w Międzynarodowym Alfabecie Fonetycznym, to ɪ (kapitalik i). Przed rokiem 1989 zapisywana była ona symbolem ɩ.
Handbook of the International Phonetic Association definiuje tę samogłoskę jako przesunięty ku szwie odpowiednik samogłoski kardynalnej [i], więc można ją alternatywnie zapisać i̽.

## Języki, w których występuje ten dźwięk
Samogłoska prawie przymknięta przednia scentralizowana niezaokrąglona występuje w językach:
| Język        | Język            | Słowo  | MAF         | Tłumaczenie | Uwagi                                                            |
| ------------ | ---------------- | ------ | ----------- | ----------- | ---------------------------------------------------------------- |
| angielski    | angielski        | bit    | [bɪt]       | "trochę"    |                                                                  |
| czeski       | czeski           | jazyk  | [ˈjazɪk]    | "język"     |                                                                  |
| niderlandzki | niderlandzki     | wind   | [ʋɪnt]      | "wiatr"     |                                                                  |
| niemiecki    | niemiecki        | bitte  | [ˈbɪtə]     | "proszę"    |                                                                  |
| polski       | gwara warszawska | łyk    | [wɪk]       | "łyk"       | Odpowiada samogłosce centralnej [ɪ̈] w standardowej polszczyźnie. |
| rosyjski     | rosyjski         | дерево | [ˈdʲerʲɪvə] | "drzewo"    | Tylko w nieakcentowanych sylabach.                               |

W niektórych językach występuje samogłoska prawie przymknięta centralna niezaokrąglona, nieposiadająca odrębnego oficjalnego symbolu IPA (m.in. Oxford English Dictionary stosuje [ᵻ]), zapisywana [ɪ̈] lub [ɨ̞], kiedy niezbędne jest rozróżnienie:
| Język     | Słowo          | MAF               | Tłumaczenie       | Uwagi                                                              |
| --------- | -------------- | ----------------- | ----------------- | ------------------------------------------------------------------ |
| amharski  | ሥር / sər       | [sɪ̈r]             | "korzeń"          | Z reguły transkrybowana /ɨ/.                                       |
| angielski | parallelepiped | [ˌpæɹəlɛlɪ̈ˈpɪpɪ̈d] | "równoległościan" |                                                                    |
| polski    | pył            | [pɪ̈w]             | "pył"             | Z reguły transkrybowana /ɨ/, rzadziej /ɪ/.                         |
| rosyjski  | жена           | [ʐɪ̈ˈn̪ä]           | "żona"            | Występuje tylko w nieakcentowanych sylabach po twardej spółgłosce. |